# Japuráfloden
Japuráfloden är en 2820 km lång vänsterbiflod till Amazonfloden. Källan ligger i Anderna och floden rinner sedan österut genom södra Colombia under namnet Río Caquetá. Den fortsätter österut i nordvästra Brasilien under namnet Rio Japurá.